# Fatmi Benslimane
Fatmi Benslimane (1898-1980), dit Hadj Fatmi Benslimane, est un homme d'État marocain. Il fut notamment, d'octobre 1955 à novembre 1955, le premier Premier ministre du Maroc,,,.

## Biographie
Fatmi Benslimane né en 1898 à Fès, au sein d'une ancienne famille fassie originaire d'Andalousie.
Ce nationaliste de longue date connaitra d'abord un parcours au sein de l'administration, qui aboutira à sa nomination comme pacha de la ville de Fès.
Il fait partie des rares personnes à avoir rendu visite au roi Mohammed V lorsque ce dernier était à Madagascar. 
À l'aube de l'indépendance du Maroc, alors que les traités mettant officiellement fin aux protectorats français et espagnol n'étaient pas encore signés, le royaume du Maroc, en accord avec l'État français, mettent en place le conseil des conservateurs du trône, chargé d'exercer les prérogatives royales, ainsi que la nomination du chef du gouvernement. Ce conseil le nommera Premier ministre le 17 octobre 1955.
Par la suite, il fut ambassadeur du royaume du Maroc en Irak, en Jordanie, au Liban et en Arabie saoudite.

## Décorations
- 1946 : Commandeur de la Légion d'honneur[6].